# (4744) Rovereto
(4744) Rovereto es un asteroide perteneciente al cinturón de asteroides, descubierto el 2 de septiembre de 1988 por Henri Debehogne desde el Observatorio de La Silla, Chile.

## Designación y nombre
Designado provisionalmente como 1988 RF5. Fue nombrado Rovereto en homenaje a la ciudad italiana Rovereto, donde la administración local está muy concienciada por la promoción de la cultura y la ciencia. En esta ciudad se encuentra la «Campana de los caídos», un monumento a la paz, la no violencia y los derechos humanos. 

## Características orbitales
Rovereto está situado a una distancia media del Sol de 2,799 ua, pudiendo alejarse hasta 3,314 ua y acercarse hasta 2,283 ua. Su excentricidad es 0,184 y la inclinación orbital 10,17 grados. Emplea 1710 días en completar una órbita alrededor del Sol.

## Características físicas
La magnitud absoluta de Rovereto es 11,8. Tiene 19,189 km de diámetro y su albedo se estima en 0,251. Está asignado al tipo espectral D según la clasificación SMASSII.